# Kalabandakeri, Badami
Kalabandakeri là một làng thuộc tehsil Badami, huyện Bagalkot, bang Karnataka, Ấn Độ.